# Rupela adunca
Rupela adunca là một loài bướm đêm trong họ Crambidae.